# Тясто Аркадій Іванович
Аркадій Іванович Тясто (12 жовтня 1912, місто Орел, тепер Російська Федерація — ?) — український радянський діяч, секретар Кіровоградського обласного комітету КПУ.

## Життєпис
Освіта вища. Член ВКП(б).
З листопада 1940 року — в Червоній армії. Під час німецько-радянської війни служив політруком роти 1029-го стрілецького полку 198-ї стрілецької дивізії. У січні 1942 року був важко поранений, лікувався в госпіталях. Потім був на політичній роботі в 195-му гвардійському артилерійському полку 91-ї гвардійської стрілецької дивізії, 495-му гвардійському артилерійському полку 123-ї стрілецької дивізії 23-ї армії, 462-ї артилерійській дивізії Приволзького військового округу.
Після демобілізації перебував на відповідальній партійній роботі.
До грудня 1951 року — інструктор відділу легкої промисловості ЦК КП(б)У.
З грудня 1951 року — заступник завідувача відділу легкої промисловості ЦК КП(б)У.
У червні (затв.) 1955 — 15 березня 1961 року — секретар Кіровоградського обласного комітету КПУ з питань промисловості.
Подальша доля невідома. На 1985 рік — персональний пенсіонер.

## Звання
- молодший політрук
- політрук
- старший лейтенант
- майор

## Нагороди
- орден Вітчизняної війни ІІ ст. (6.11.1985)
- орден Трудового Червоного Прапора (26.02.1958)
- орден Червоної Зірки (17.07.1972)
- ордени
- медаль «За оборону Ленінграда»
- медаль «За перемогу над Німеччиною у Великій Вітчизняній війні 1941—1945 рр.»
- медалі